# آلفا رومئو جولیت
آلفارومئو جولیت (Alfa Romeo Giulietta) خودرویی است که در سال‌های ۱۹۵۴ تا ۱۹۶۵در میلان، ایتالیا، تورین، ایتالیا، ایتالیا و آفریقای جنوبی تولید شده‌است.
این خودرو در کلاس خودرو کامپکت کوچک قرار گرفته و طراحی آن خودروهای موتور جلو-محور عقب بوده است. سیستم جعبه‌دندهٔ آن ۵ دنده به صورت دستی است.

## نگارخانه

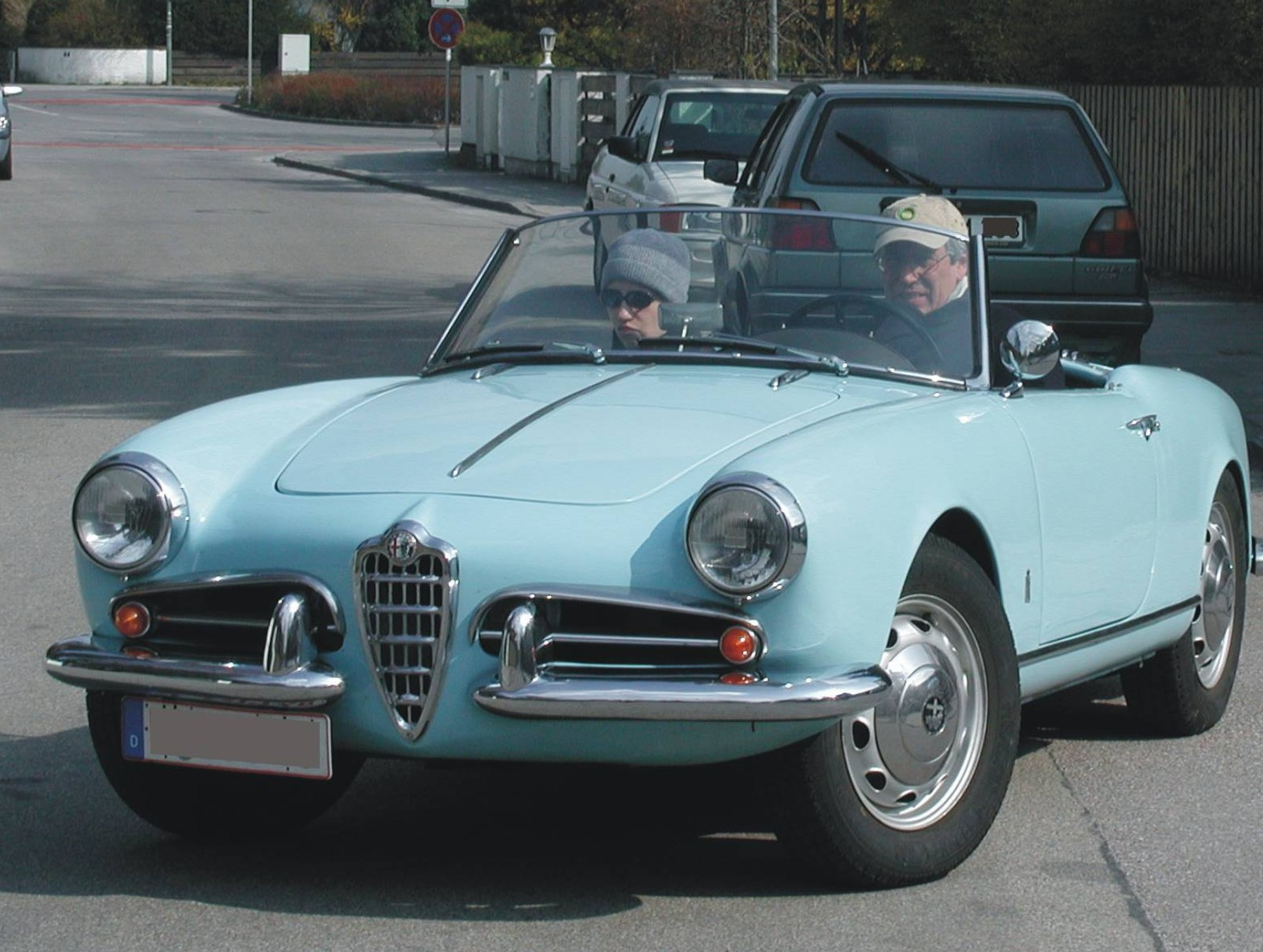
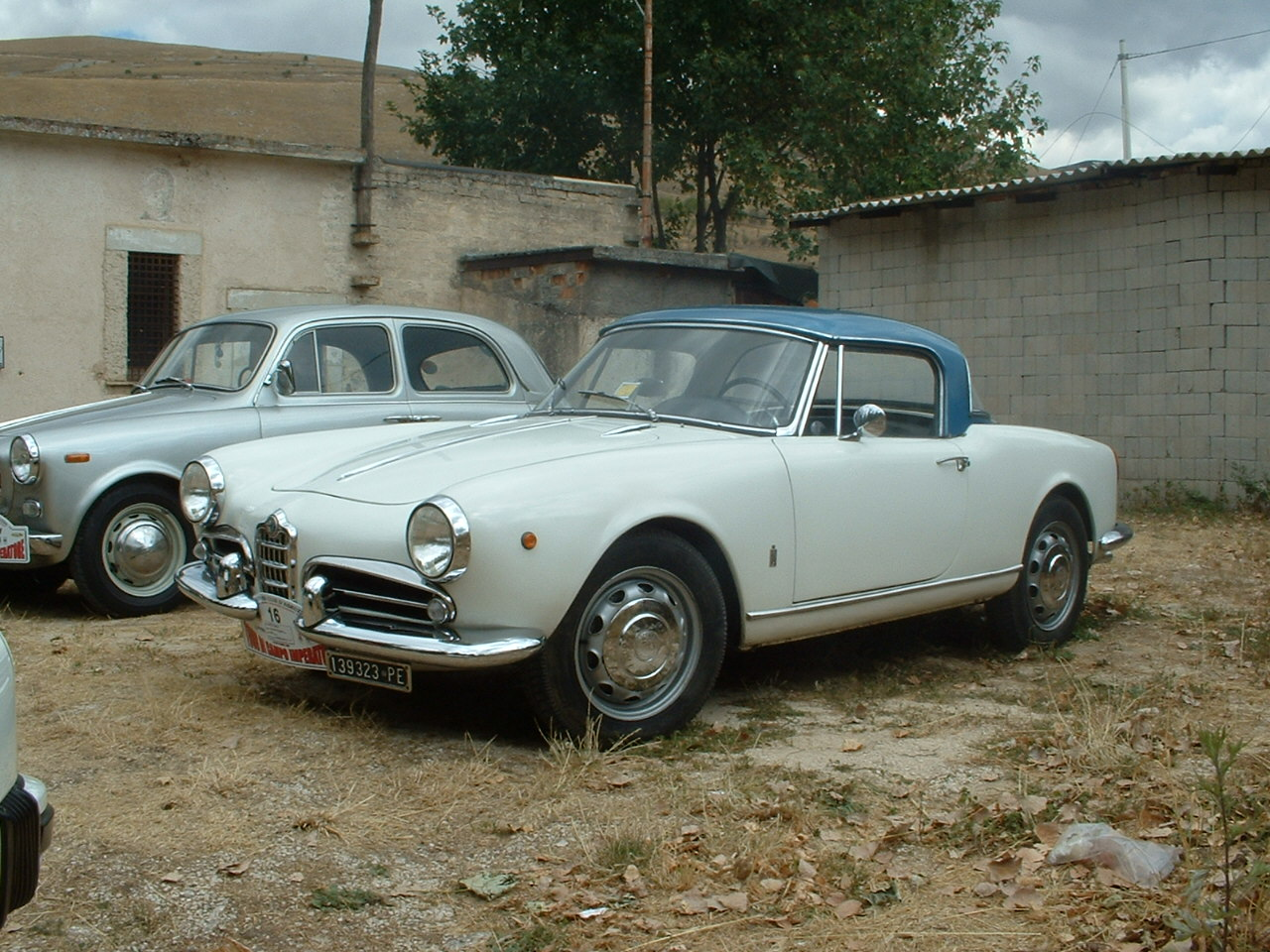
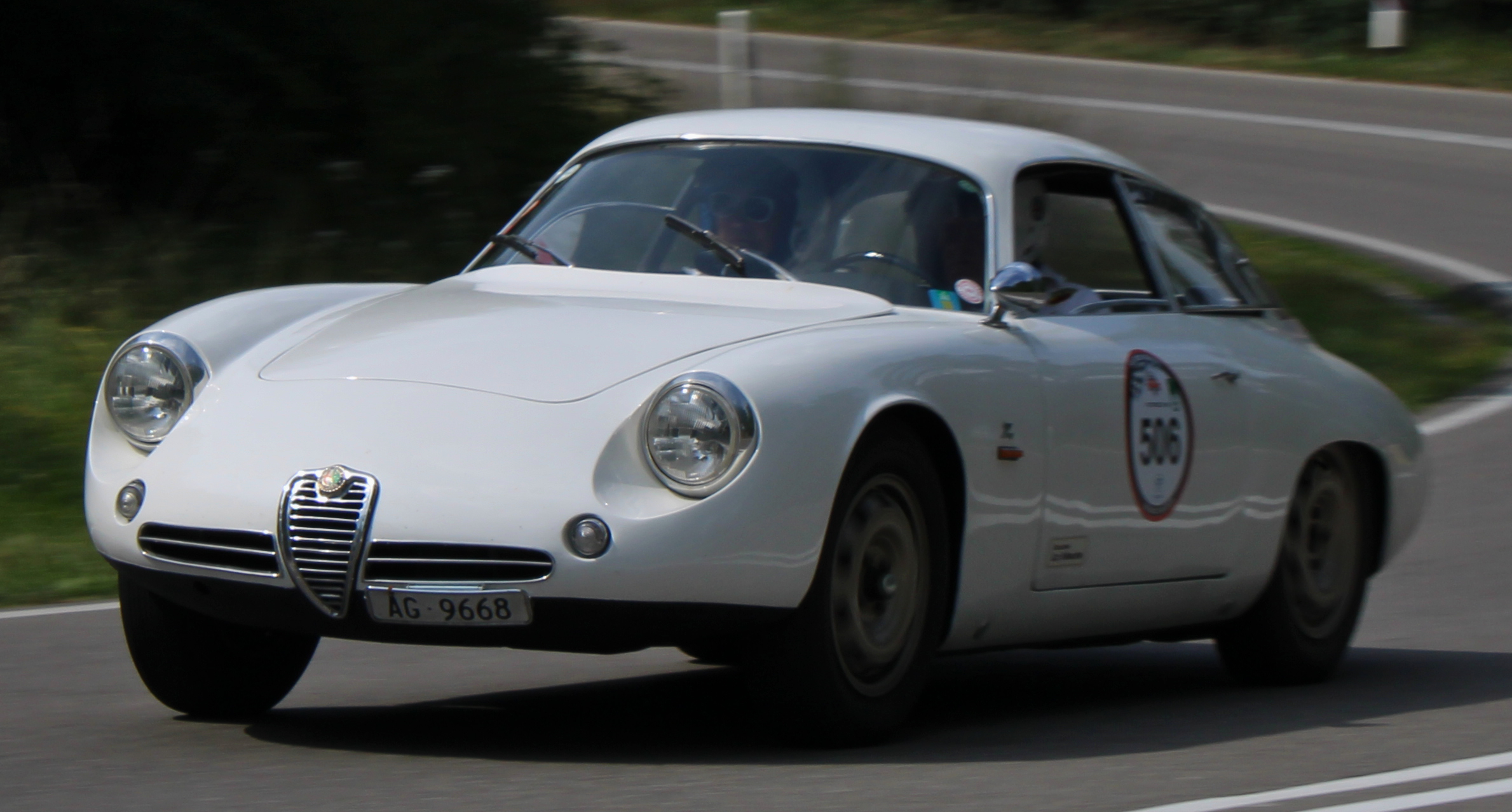
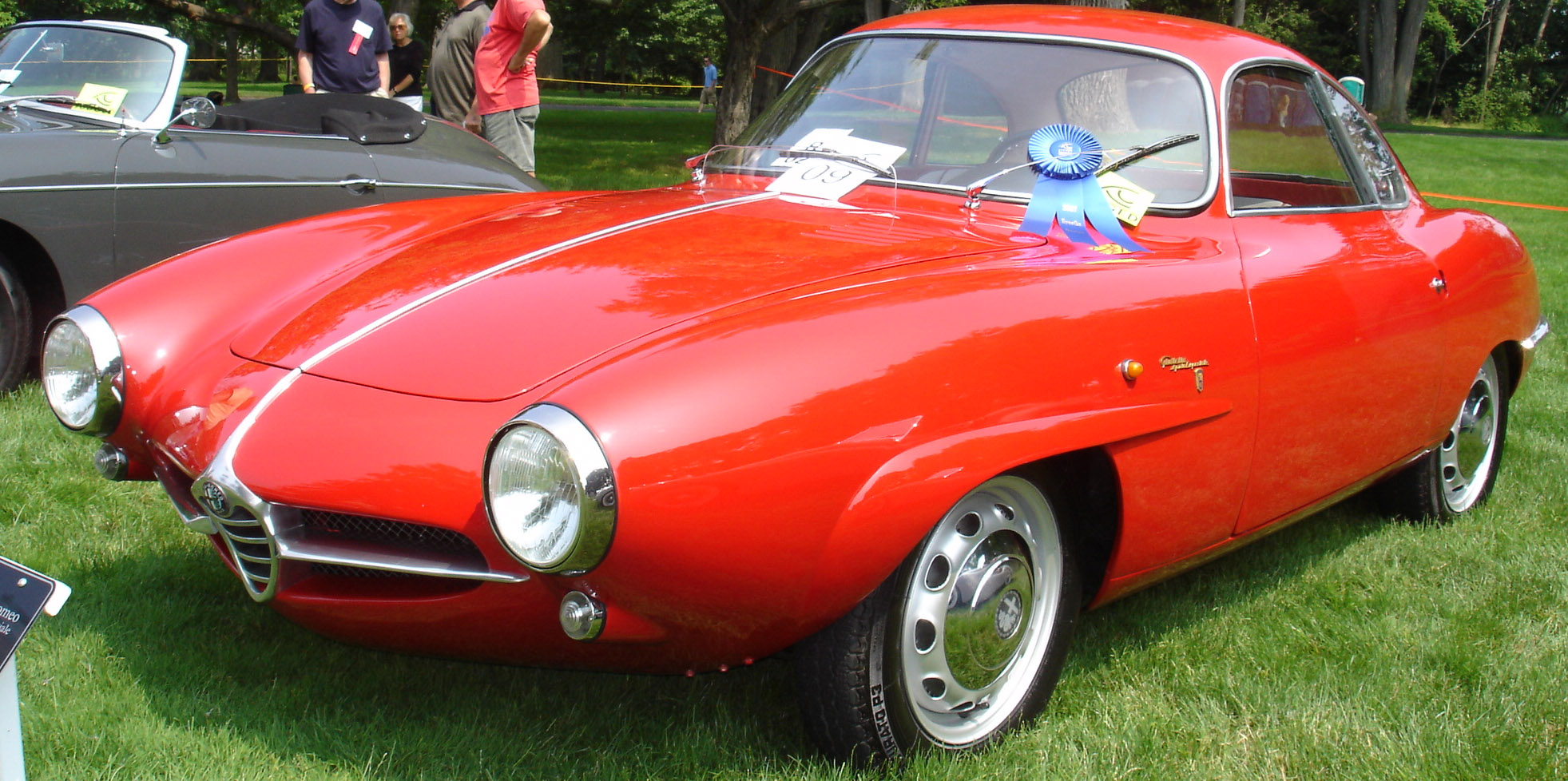
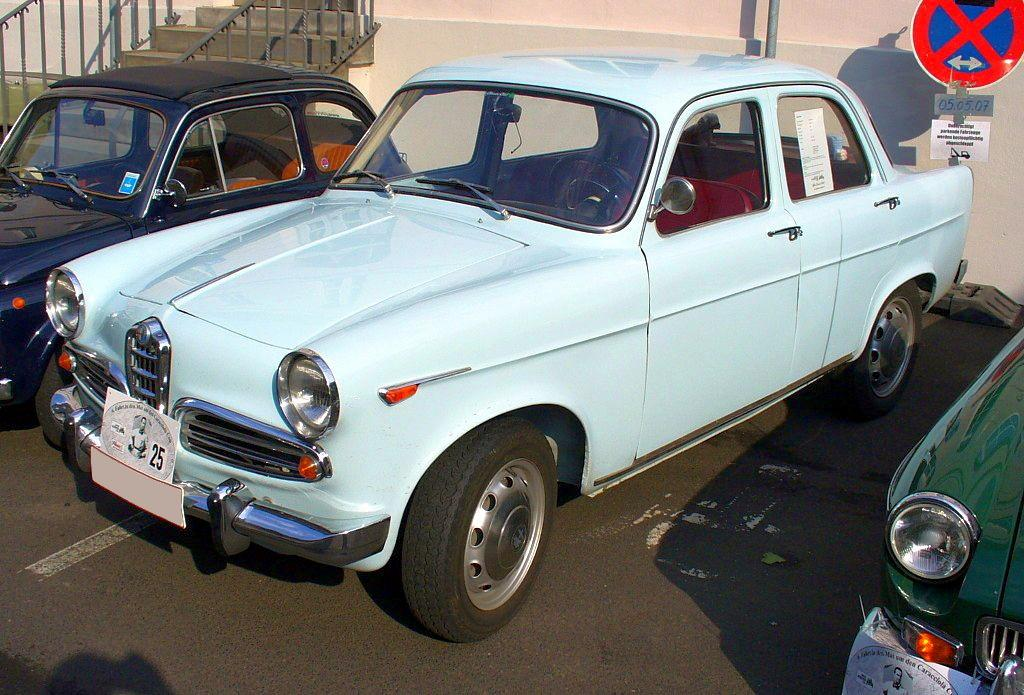
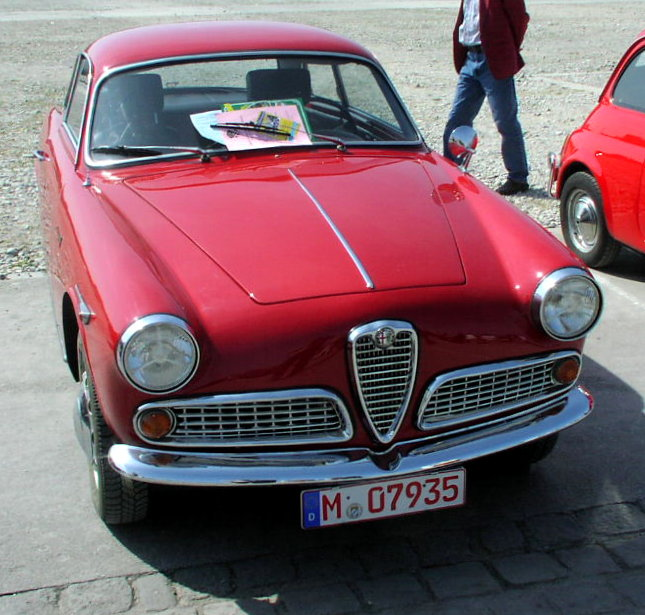